# Oecomys cleberi
Oecomys cleberi é uma espécie de roedor da família Cricetidae. Endêmica do Brasil, onde pode ser encontrada no Distrito Federal.